# Boletus chippewaensis
Espèce
Boletus chippewaensis, de son nom vernaculaire en français Bolet du Chippewa et plus généralement Cèpe d'Amérique est un champignon basidiomycètes comestible de la région du Michigan. C'est un cèpe du genre Boletus de la famille des Boletaceae, Classé dans le groupe de Boletus edulis, une analyse phylogénétique récente a précisé qu'il s'agit d'une espèce différente de Boletus edulis et pas d'une variété, mais classée dans le clade de Boletus edulis sensu stricto.

## Taxonomie

### Nom binominal
Boletus chippewaensis (A.H. Smith & Thiers 1973)

## Description du sporophore
Hyménophore : 6-20 cm de diam., convexe à largement convexe puis subétalé, parfois légèrement alvéolé à marge unie. Morphologiquement semblable au Boletus edulis européen.
Cuticule : viscidule, glabre, lisse, brun jaunâtre à brun ocré ou jaune taché de rouille vers le centre.
Hymenium : Face poroïde blanche puis jaune olivacé à maturité, immuable ou brunissant un peu au froissement. Pores circulaires et petits, 2-3 par mm. Couche de tubes concolore à la face poroïde, 1-2 cm de longueur.
Stipe : Le stipe va de 8 à 15 x 2 à 4 cm, est égal à clavé vers la base, parfois bulbeux, plein, lisse ou avec fines réticulations pâles sur fond blanchâtre, crème à brunâtre, au moins dans la partie supérieure. Le stipe est plus jaune que Boletus edulis. Le voile partiel est absent.
Chair : Chair blanche, immuable à la coupe, à odeur et saveur indistinctes.
Sporée : brun olive
Spores : ellipsoïdes à fusiformes, lisses, brun pâle, 12-18 x 4,5-6 µm

## Habitat
Solitaire ou dispersé; il se rencontre sur sol sous les feuillus du genre Quercus et Fagus régionaux.

## Confusion possible
Jeune, la confusion est possible avec Boletus aurantioruber, dont la cuticule est typiquement rouge-orangée et le pied nettement plus réticulé.

## Saison
fin-juin à mi-octobre

## Comestibilité
Excellent comestible